# Luchtverkeersleiding Nederland
Die niederländische Flugsicherung (Luchtverkeersleiding Nederland, Abkürzung LVNL) ist die Instanz, die sich mit der Flugsicherung im niederländischen Luftraum und der niederländischen zivilen Luftfahrt beschäftigt.

## Geschichte

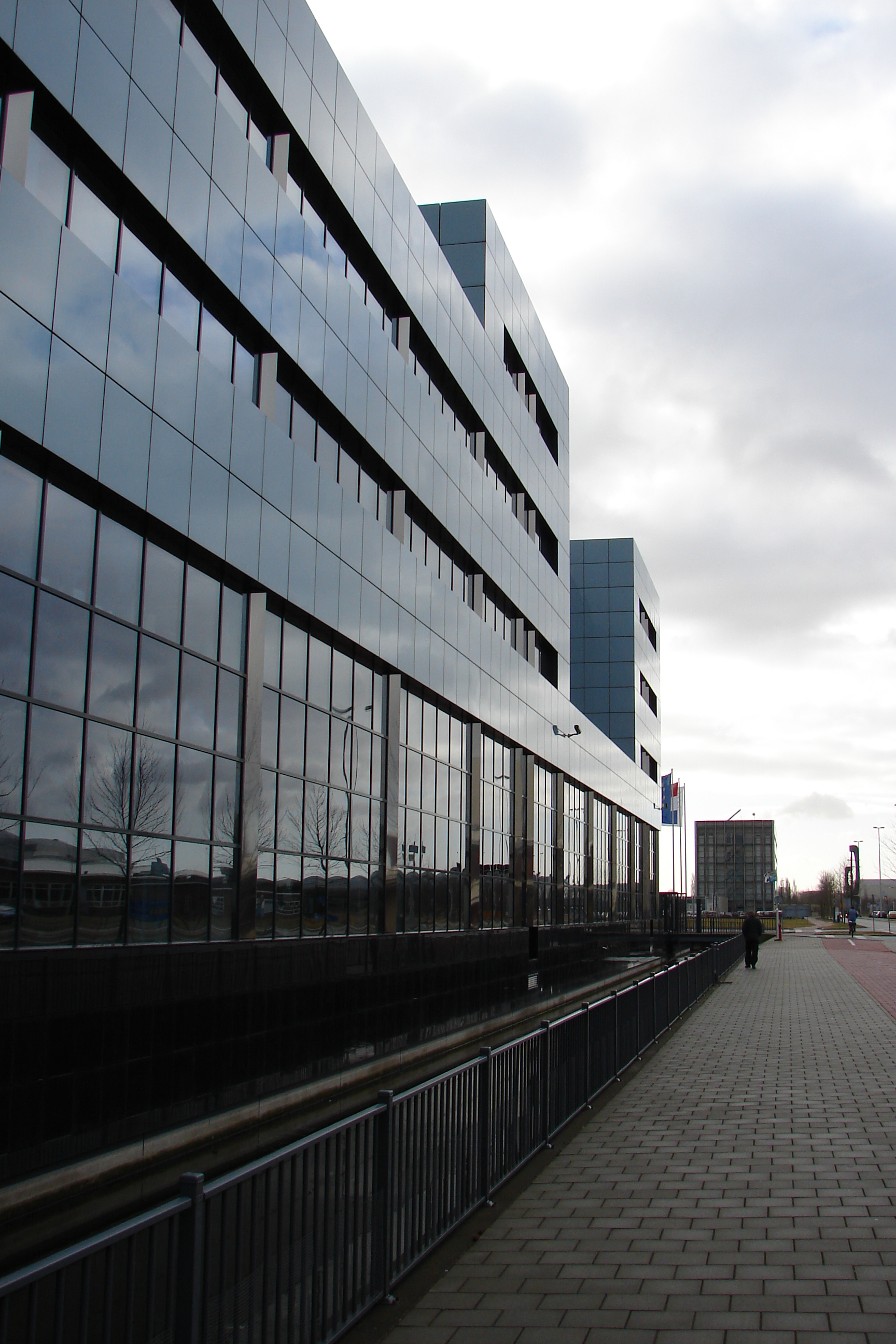
Gebäude der LVNL in Schiphol-Ost

Die LVNL ist aus der Abteilung für Flugverkehrssicherheit (Luchtverkeersbeveiliging, LVB) des Niederländischen Reichsluftfahrtdienstes (Rijksluchtvaartdienst, RLD) entstanden.
Diese wurde am 1. Januar 1993 vom RLD abgekoppelt und wurde zu einer selbständigen nichtstaatlichen Organisation.
Am 22. September 1998, zeitgleich mit der erstmaligen offiziellen Inbetriebnahme des neuen Dienstgebäudes am Flughafen Schiphol-Ost, wurde der Name LVB zu LVNL geändert und das neue Logo vorgestellt.
Der Reichsluftfahrtdienst selbst ist entstanden aus dem im Jahre 1930 errichteten Luftfahrtdienst. Dieser Dienst wurde nach dem Inkrafttreten des Niederländischen Luftfahrtgesetzes im Jahre 1927 eingerichtet.
Bis zu diesem Zeitpunkt wurde die Verkehrskontrolle durch die Militär-Funkstation der Luftfahrtabteilung auf der Luftbasis Soesterberg durchgeführt, später durch den Rotterdamer Flugplatz Waalhaven. Radar gab es zu dem Zeitpunkt noch nicht, Funk war das wichtigste und beinahe einzige Instrument für die Fluglotsen.

## Kontrollzentren
Neben dem Hauptsitz am Schiphol-Ost hat die LVNL Außenstellen auf den Flughäfen, auf denen sie Aufgaben der Flugkontrolle ausüben. Seit dem Jahr 2006 sind dies die Flughafen Rotterdam Den Haag, Flughafen Groningen Eelde und Maastricht Aachen Airport. Einige Jahre später übernahm die LVNL auch die Luftüberwachung am Flughafen Lelystad.
2005 kündigte das niederländische Verteidigungsministerium an die Nutzung des Flughafens Twente 2007 einzustellen. In der Folge übernahm die LVNL Aufgaben der militärischen Fluglotsen, um den zivilen Flugverkehr zu kontrollieren.
Seit Januar 2018 teilen sich die Fluglotsen der LVNL und der Luftstreitkräfte einen Kontrollraum am Flughafen Schiphol-Ost und nutzen ein gemeinsames System für die Luftverkehrskontrolle.

## Nebenaufgaben
Neben der Abfertigung des gesamten Flugverkehrs im niederländischen Luftraum hat die LVNL auch noch andere Aufgaben, die im Niederländischen Luftfahrtgesetz geregelt sind. Dazu gehören das Erneuern und Instandhalten des technischen Systems, das Verteilen von Luftfahrtinformationen, die Ausbildung von Fluglotsen und das Erstellen von Luftfahrtkarten.
Die internationale Bezeichnung der LVNL ist Air Traffic Control the Netherlands.
LVNL ist ein Mitglied der Civil Air Navigation Services Organization (CANSO).